# Hanna Baranowska
Hanna Maria Baranowska – polska specjalistka w zakresie fizyki polimerów spożywczych, technologii i fizyki biopolimerów oraz analiz właściwości molekularnych żywności metodą niskopolowego magnetycznego rezonansu jądrowego, prof. dr hab. nauk rolniczych, profesor Katedry Fizyki i Biofizyki Wydziału Nauk o Żywności i Żywieniu Uniwersytetu Przyrodniczego w Poznaniu.

## Życiorys
17 grudnia 1998 obroniła pracę doktorską Właściwości wody hydratacyjnej badane metodami MRJ i ich wpływ na reologiczne właściwości roztworów białek, 20 czerwca 2013  habilitowała się na podstawie pracy zatytułowanej Charakterystyka żeli skrobiowych określona metodą niskopolowego magnetycznego rezonansu jądrowego. Została zatrudniona na stanowisku adiunkta w Katedrze Fizyki na Wydziale Nauk o Żywności i Żywieniu Uniwersytetu Przyrodniczego w Poznaniu. W 2023 uzyskała tytuł profesora nauk rolniczych w dyscyplinie technologia żywności i żywienia.
Piastuje stanowisko profesora w Katedrze Fizyki i Biofizyki na Wydziale Nauk o Żywności i Żywieniu Uniwersytetu Przyrodniczego w Poznaniu, której jest kierownikiem .